# Upeneus pori
Upeneus pori ist ein Meeresfisch aus der Familie der Meerbarben, der im Roten Meer und im westlichen Indischen Ozean von Oman bis Madagaskar vorkommt. Durch den Suezkanal ist die Art in das östliche Mittelmeer eingewandert (Lessepssche Migration).

## Merkmale
Upeneus pori wird maximal 22 Zentimeter lang, bleibt für gewöhnlich aber bei einer Länge von 18 Zentimeter. Die Fische sind relativ langgestreckt. Die Körperhöhe beträgt am Beginn der ersten Rückenflosse 21 bis 24 und am Anus 20 bis 22 % der Standardlänge.
- Flossenformel: Dorsale VII/9, Anale I/7, Pectoral 14.
- Schuppenformel: SL 29–30.
- Kiemenrechen 7–8 + 18–20 (insgesamt 26–27).

Upeneus pori hat eine rotbraune bis graue Grundfarbe, der Rücken oberhalb der Seitenlinie ist dunkel und mit grauen oder rotbraunen Punkten gemustert. Einige Exemplare zeigen ein dunkelbraunes oder rotes Band, das vom Auge nach unten verläuft. Die zwei Barteln sind weiß oder gelblich. Ein Längsstreifen auf den Körperseiten ist nicht vorhanden oder nur leicht angedeutet. Die erste Rückenflosse ist unpigmentiert. Die Schwanzflosse ist durch 11 bis 15 Streifen gemustert, der obere Schwanzflossenlobus zeigt 4 bis 6 rotbraune Streifen, der untere 5 bis 9 rotbraune oder graue Streifen.

## Lebensweise
Upeneus pori kommt küstennah über Sand- und Schlammböden vor. Die Fische halten sich meist in Tiefen bis 20 Metern auf. Ihre Nahrung besteht vor allem aus Krebstieren und Borstenwürmern.